# Santa María la Mayor (Uncastillo)

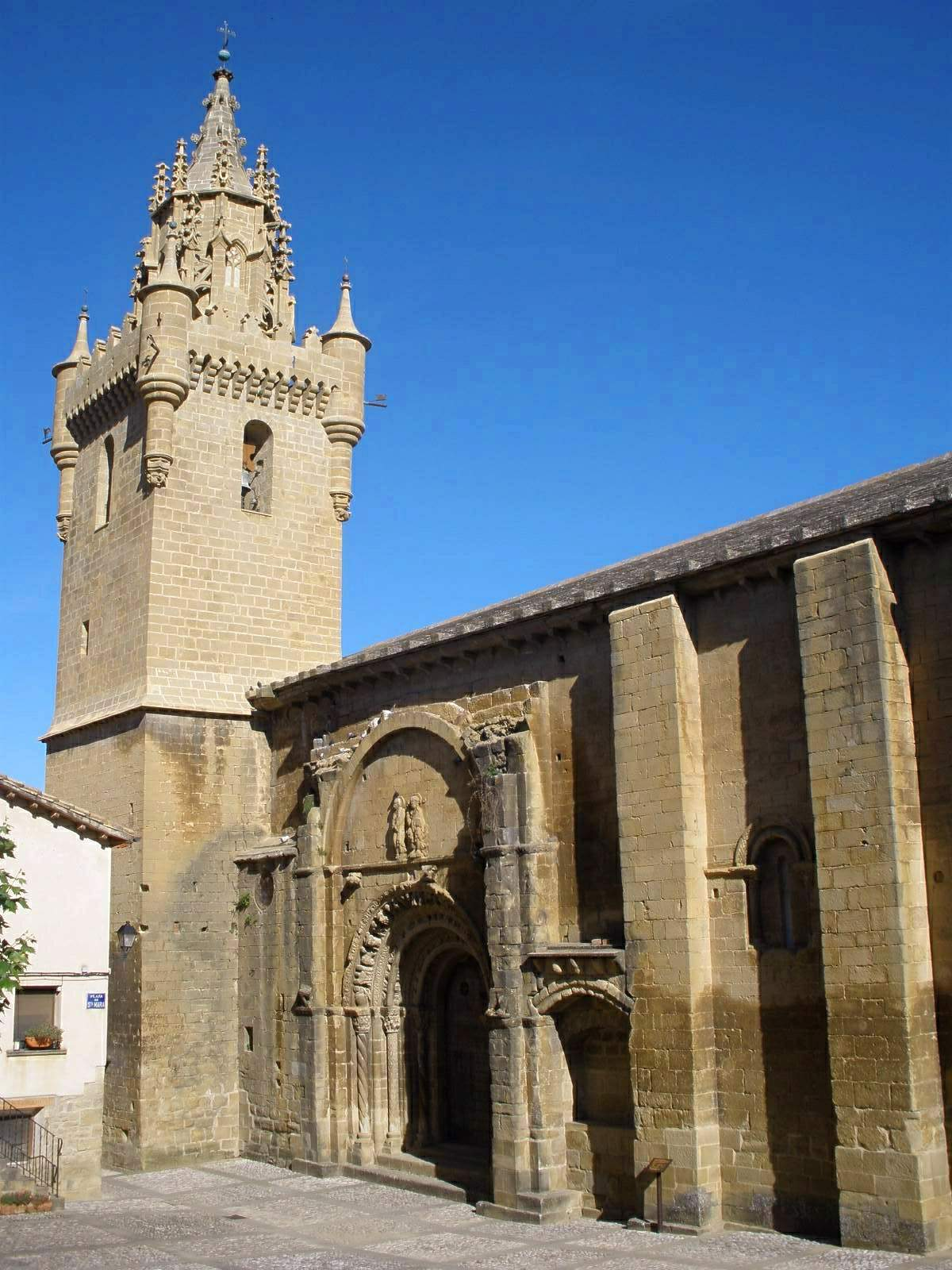
Kirche Santa María la Mayor, Glockenturm und Südportal

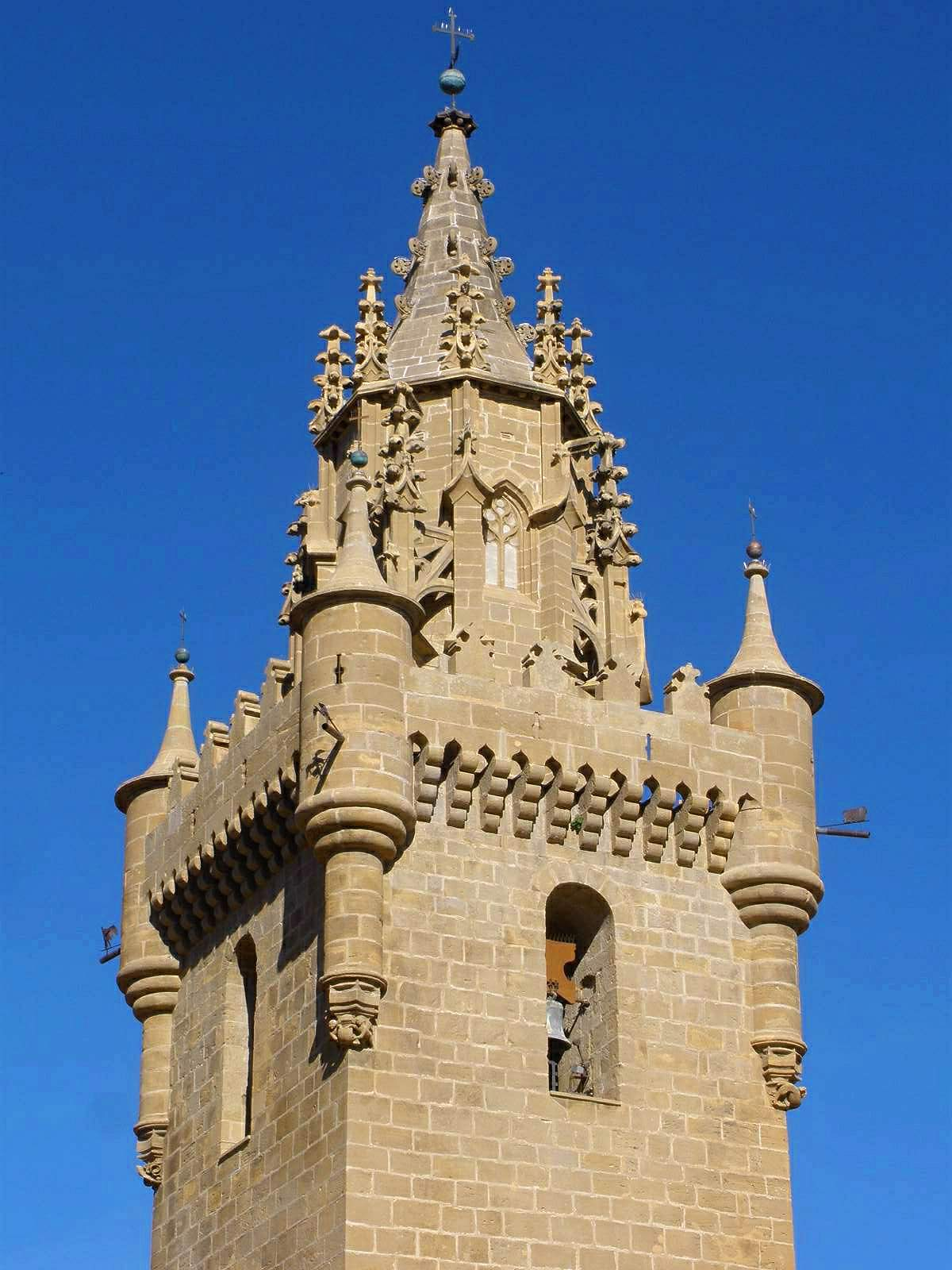
Gotischer Glockenturm

Die heutige Pfarrkirche Santa María la Mayor in Uncastillo, einer Gemeinde in der Provinz Saragossa der spanischen Autonomen Region Aragonien, wurde im 12. Jahrhundert errichtet. An den romanischen Bau fügte man im 15. Jahrhundert einen gotischen Glockenturm (campanario) an und im 16. Jahrhundert den Kreuzgang (claustro) und die Sakristei im Stil der Renaissance. Im Jahr 1931 wurde die Kirche als Baudenkmal (Bien de Interés Cultural) eingestuft.

## Geschichte
Die Gründung der Kirche geht auf eine Schenkung des aragonesischen Königs Ramiro II. im Jahr 1135 zurück. Zwanzig Jahre später fand die Weihe der Kirche statt. Beim Bau der Empore und der Umgestaltung der Westfassade im 16. Jahrhundert wurde das ursprüngliche Hauptportal abgebrochen, von dem nur das romanische Tympanon erhalten blieb. Im 18. Jahrhundert wurde im Südwesten des Langhauses die Christuskapelle (Capilla del Santo Cristo) eingebaut. Im Zuge der Renovierung der Kirche in den 1980er Jahren entfernte man sämtliche späteren Einbauten, der einstige Hauptaltar wurde in der Kirche San Juan untergebracht.

## Architektur

### Außenbau
Die Kirche ist aus großen, regelmäßig behauenen Quadersteinen errichtet. An der Südseite erhebt sich der Glockenturm, dessen quadratisches Untergeschoss noch aus der romanischen Bauphase stammt. In der Mitte des 15. Jahrhunderts wurde der mit Maschikulis, Ecktürmchen und Zinnen versehene Aufbau errichtet, in welchem sich große Klangarkaden öffnen. Den oberen Abschluss bildet ein von Strebewerk und Fialen besetztes Oktogon, das von spitzbogigen Maßwerkfenstern durchbrochen und von einem Spitzhelm bekrönt wird.
Unter dem Dachansatz verläuft ein mit einem Schachbrettfries verziertes Gesims, das auf einer Reihe von Kragsteinen aufliegt, die mit gut erhaltenen, figürlichen Szenen skulptiert sind. Es sind Tier- und Menschenköpfe dargestellt, Musikanten, Tänzerinnen und Paare, die sich umarmen.

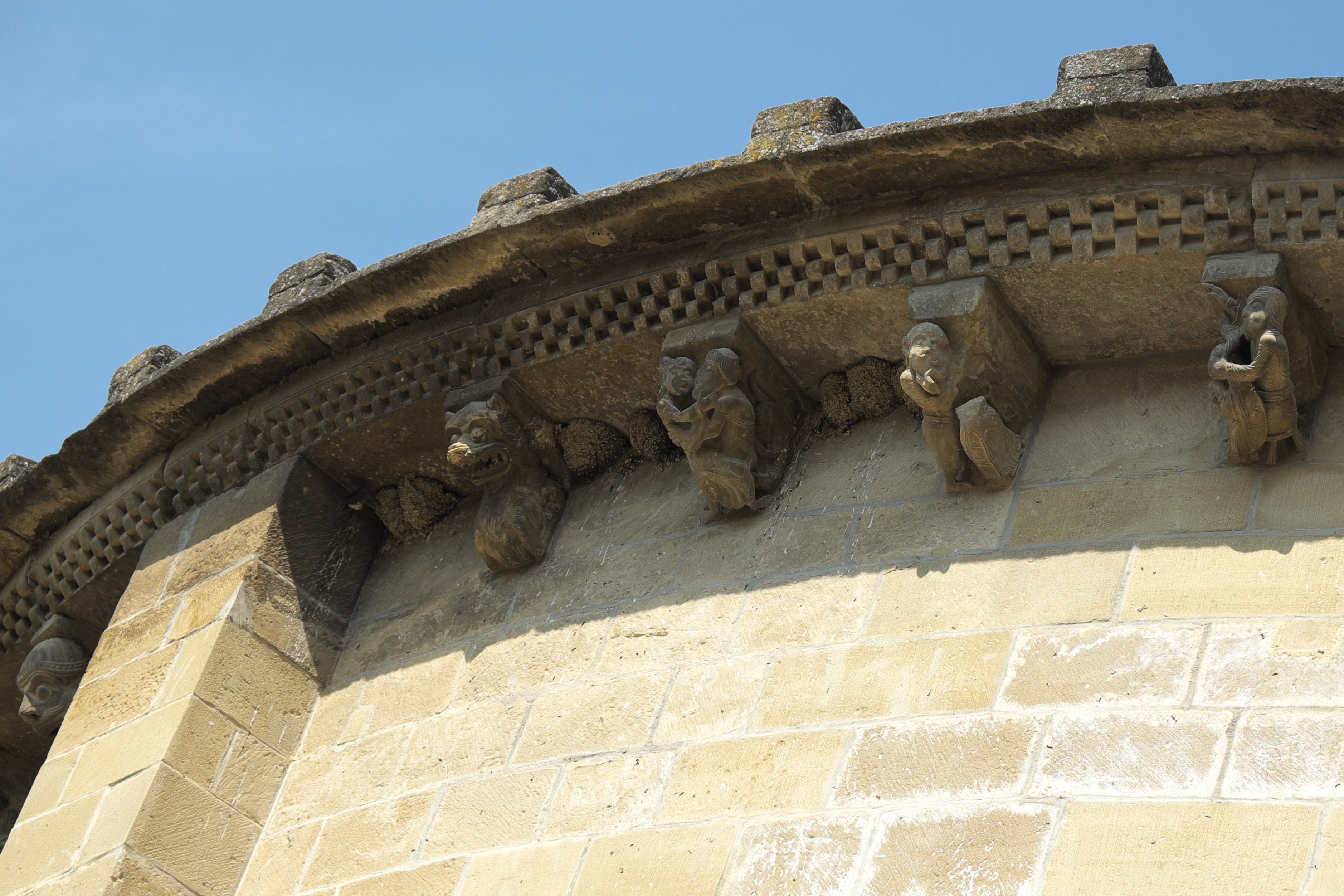
Kragsteine an der Apsis
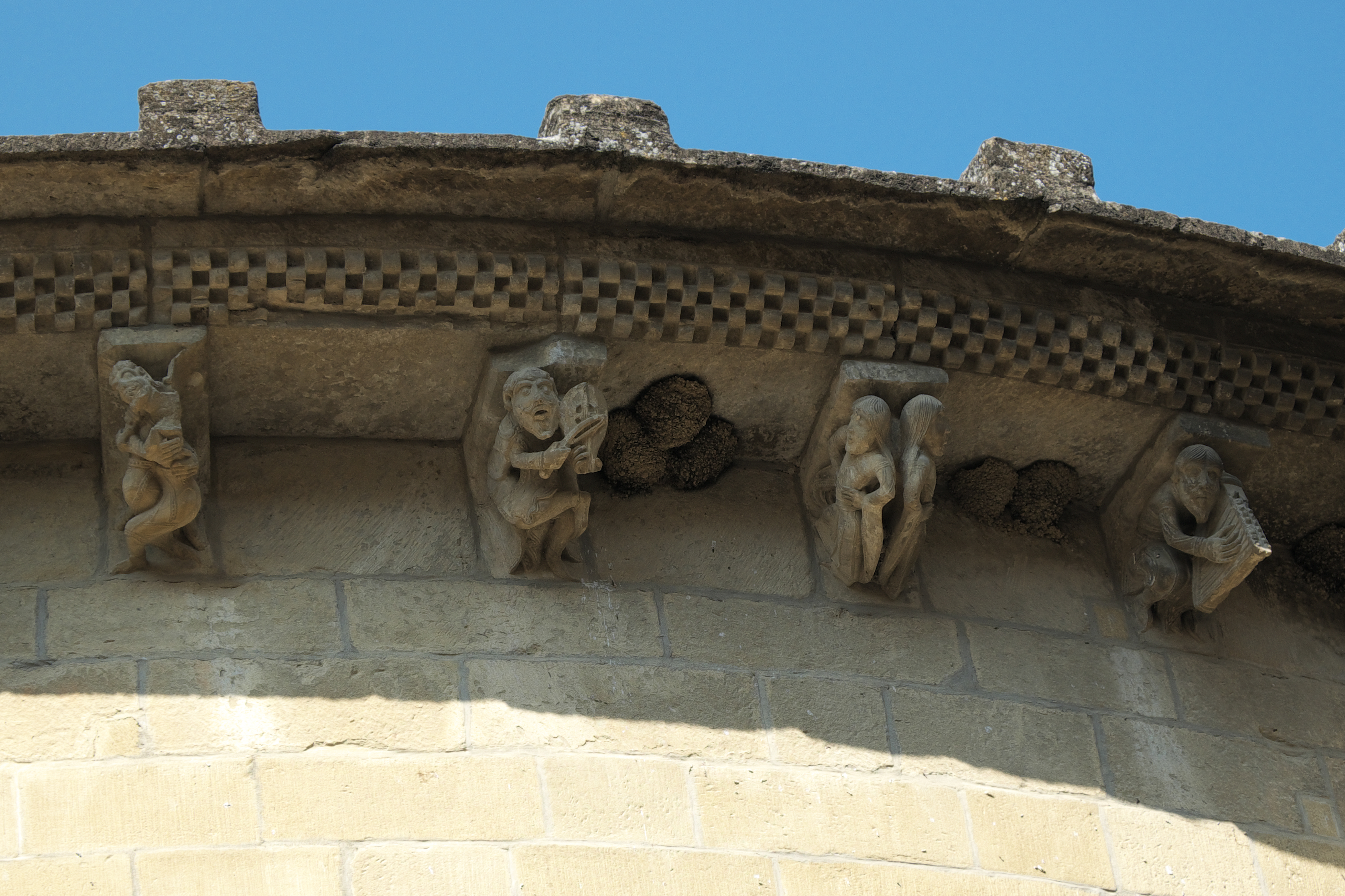
Kragsteine an der Apsis
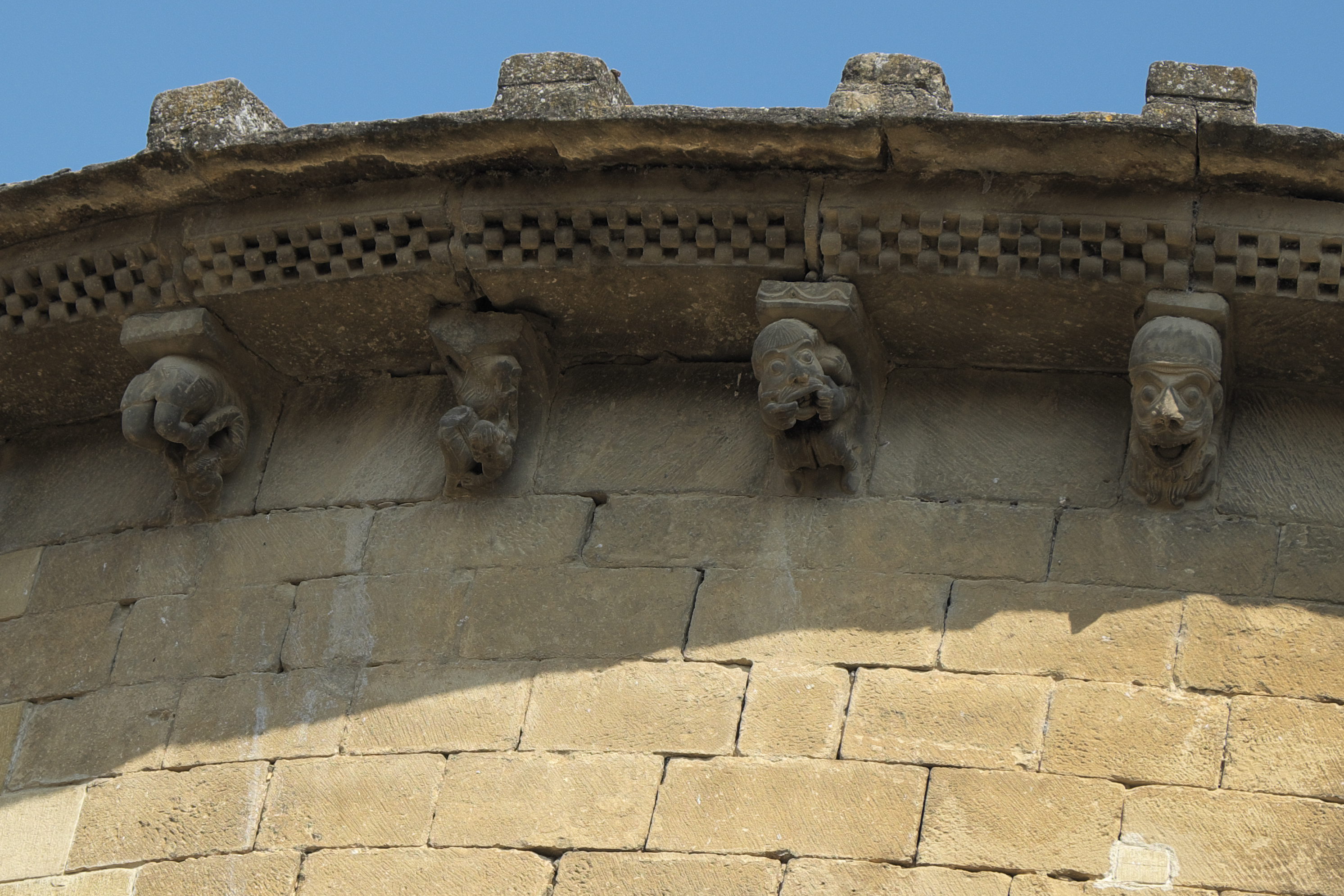
Kragsteine an der Apsis
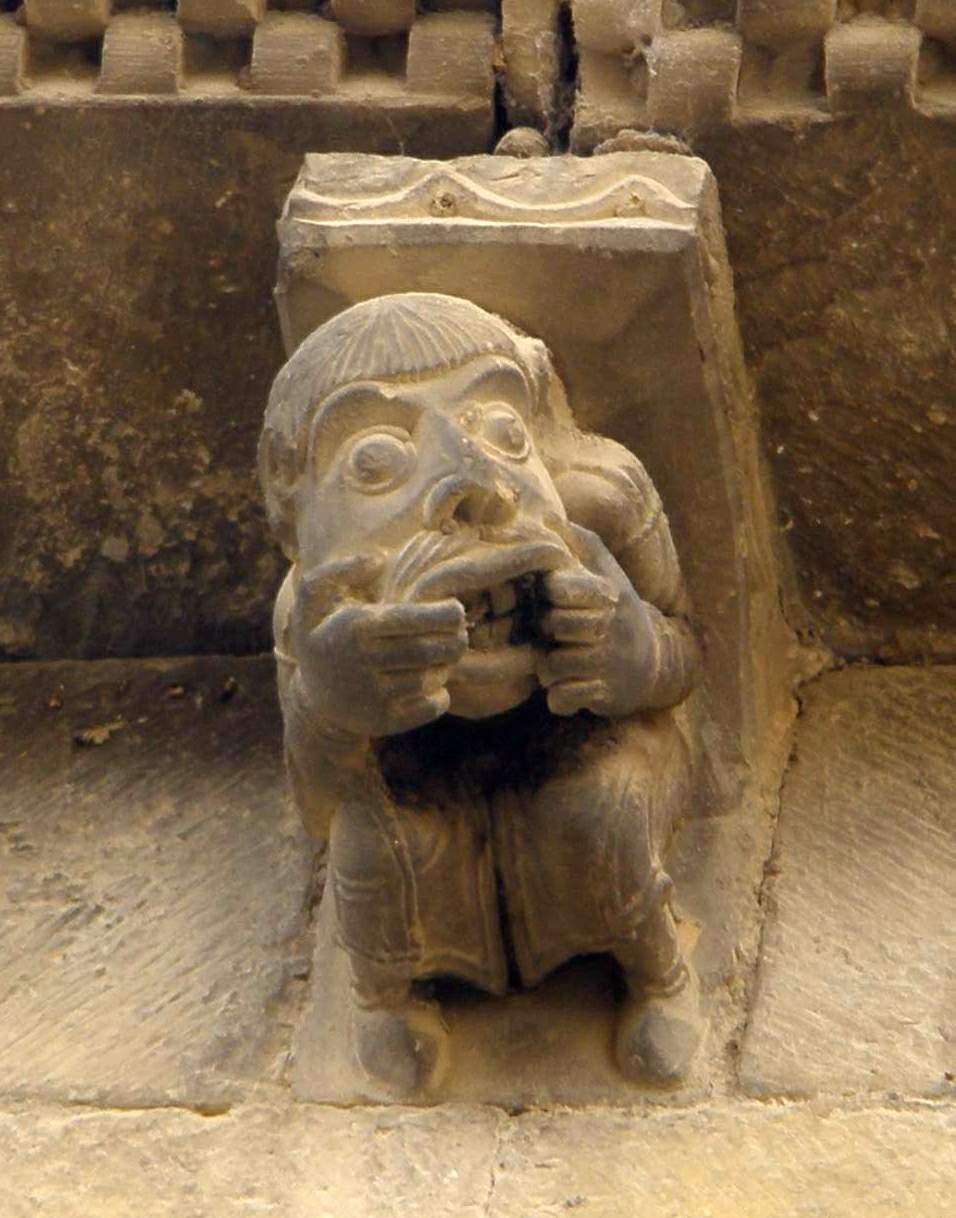
Kragstein an der Apsis

#### Westportal

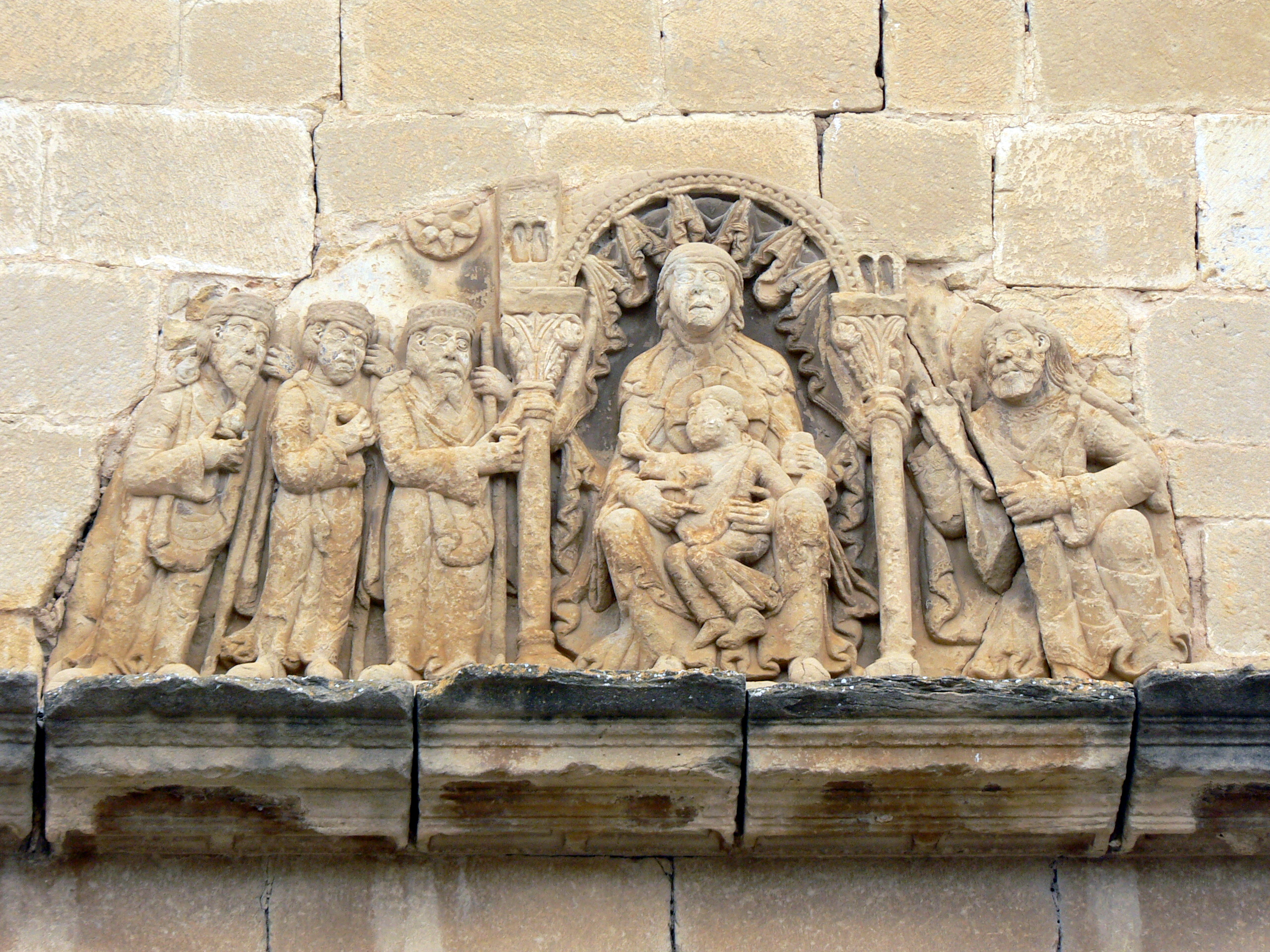
Tympanon über dem Westportal

Über dem Renaissance-Portal der Westfassade ist das Tympanon des ursprünglichen romanischen Hauptportals erhalten. In der Mitte thront Maria mit dem Jesuskind auf dem Schoß unter einer kunstvollen Arkade, in der ein faltenreicher Vorhang drapiert ist. Auf der linken Seite nähern sich die Heiligen Drei Könige, über denen ein Stern prangt. Die rechte Seite nimmt der hl. Joseph ein.

#### Südportal

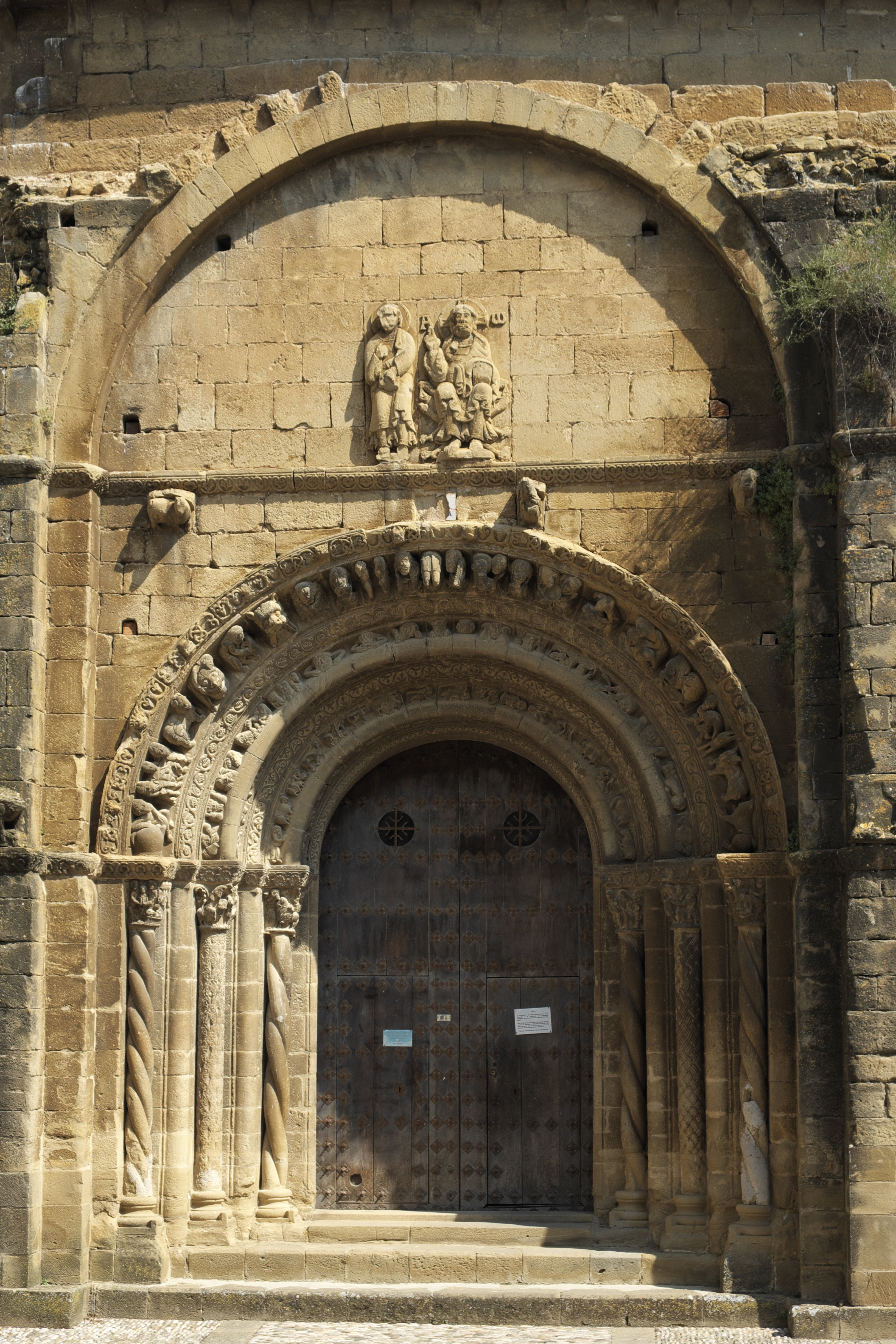
Südportal

Das Südportal wird seitlich von schlanken Säulen gerahmt und ist von Archivolten umgeben. Die beiden äußeren Säulen sind gewunden, die mittleren Säulen sind jeweils mit einem Flechtbanddekor verziert. Auf einem Kapitell ist die Vertreibung von Adam und Eva aus dem Paradies dargestellt, auf einem anderen die Flucht nach Ägypten. Andere Kapitelle zeigen Kampfszenen.
Die Bogenläufe sind mit Friesen aus Flechtband versehen. Die innere Archivolte ist mit kleinen Figuren von Personen und Tieren besetzt, die mittlere mit Tier- und Menschenköpfen. Die äußere Archivolte weist ähnliche Darstellungen auf wie die Kragsteine unter dem Dach. Neben Musikanten, Tänzerinnen und Akrobaten sieht man einen Mann, der einem Löwen das Maul aufreißt, einen anderen, der ein Lamm tötet, und einen Mann, der eine Frau liebkost.
Über einem Rosettenfries sind zwei Reliefs angebracht, die vermutlich von dem abgebrochenen Westportal stammen. Neben einem nicht eindeutig zu bestimmenden Apostel oder Evangelisten thront Christus in einer Pose der Majestas Domini. Er sitzt auf einem Klappstuhl und ist mit einem faltenreichen Gewand bekleidet. Die rechte Hand ist zum Segen erhoben, sein Haupt ist mit dem Kreuznimbus versehen und umgeben von den Buchstaben Alpha und Omega.

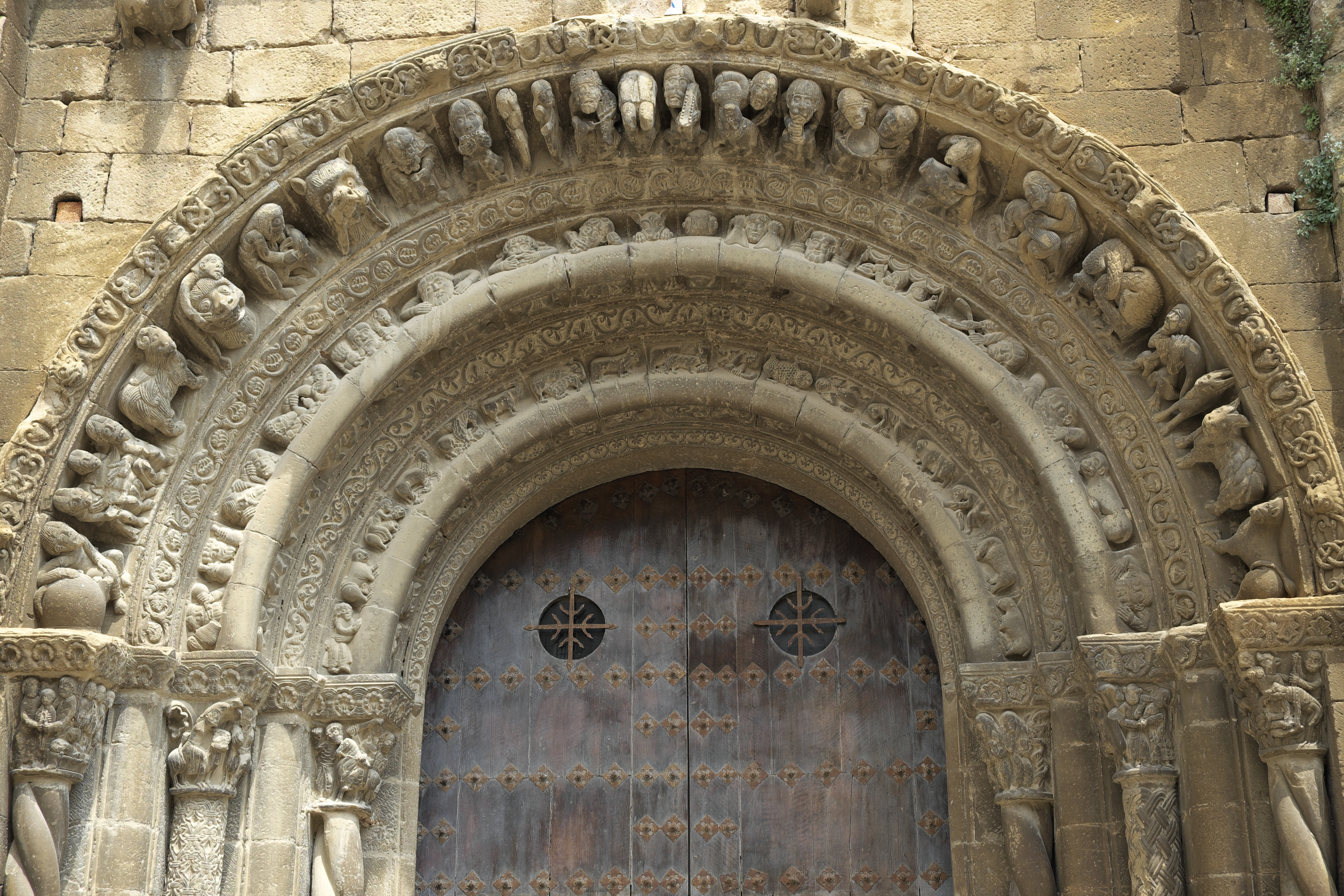
Archivolten des Südportals
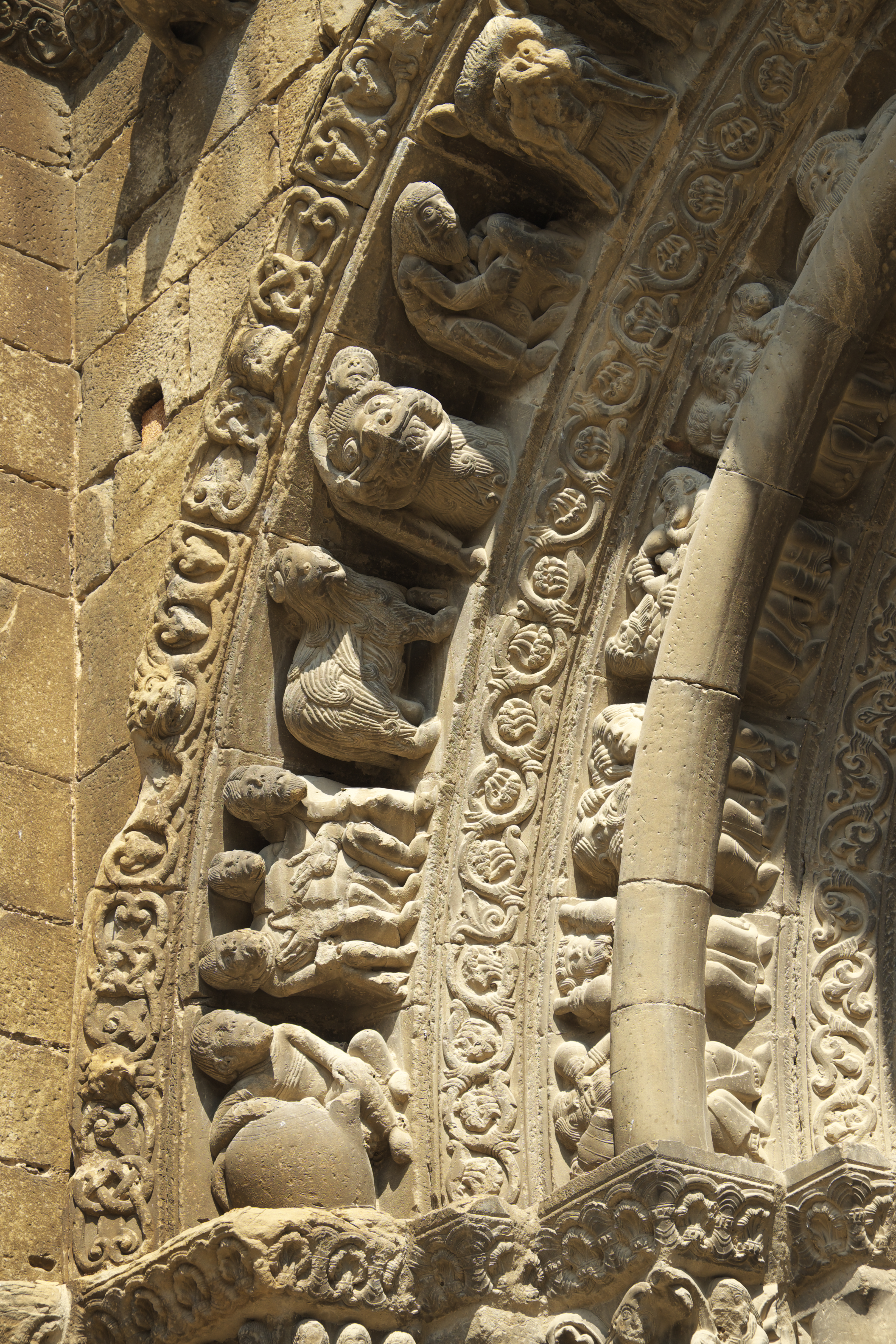
Archivolten des Südportals
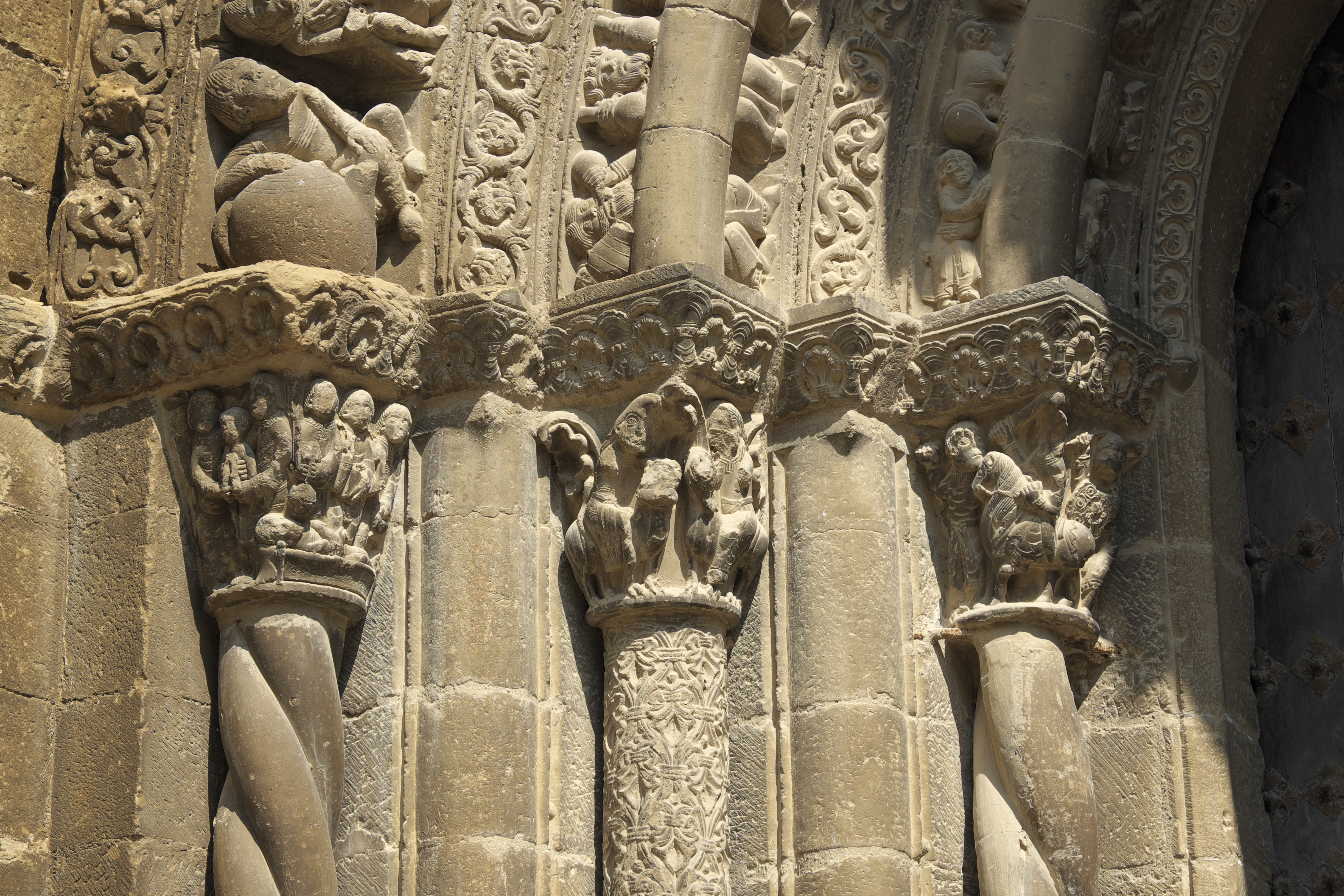
Kapitelle des Südportals
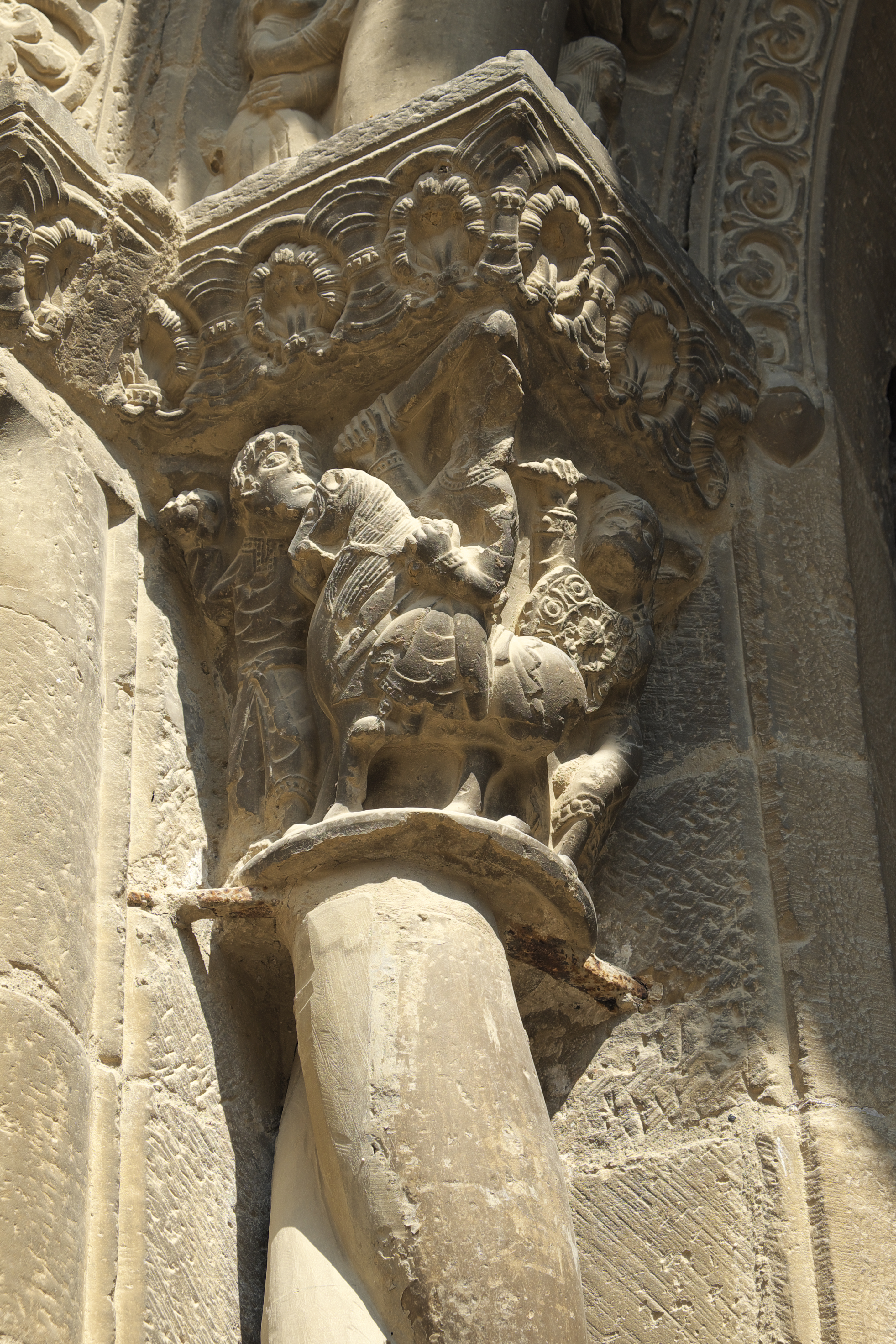
Kapitell des Südportals

### Innenraum

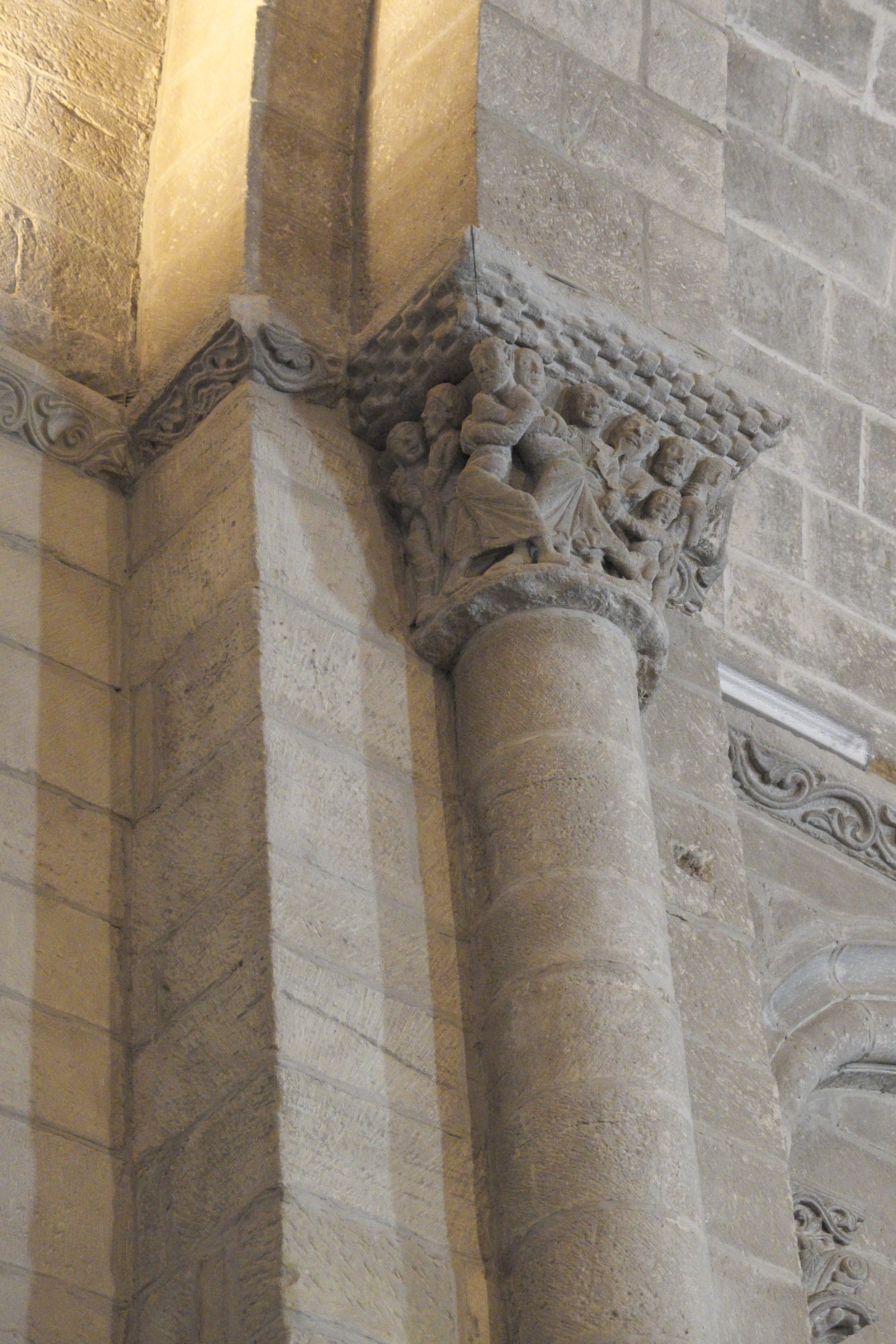
Kapitell im Chor

Das Langhaus ist einschiffig und in sechs Joche unterteilt. Es wird von einem leicht zugespitzten Tonnengewölbe gedeckt, das von breiten Gurtbögen unterfangen und von Pilastern mit Säulenvorlagen getragen wird. Im Osten schließt sich ein Chor mit halbrunder Apsis an, die von fünf schießschartenförmigen Fenstern durchbrochen ist. An der Apsiswand verlaufen auf der Höhe der Fenster Blendarkaden, die oben und unten von Gesimsen begrenzt werden und auf schmalen, mit Kapitellen verzierten Säulen aufliegen. Die Kapitelle der Apsis sind wie die Kapitelle des Langhauses meist mit figürlichen Szenen versehen, einige sind mit stilisierten Blättern oder Flechtband skulptiert. Auf den Kapitellen des Chorraums sind ein Reiter auf seinem Pferd, ein Greif und ein Löwe sowie ein Geiziger, der von Teufeln geplagt wird, dargestellt. Ein weiteres Kapitell zeigt zwei Paare, die sich umarmen.

## Kreuzgang
An der Nordfassade der Kirche schließt sich der Kreuzgang an. Sein Grundriss ist quadratisch, seine Galerien sind mit Sterngewölben gedeckt. Der Eingang zum Kreuzgang und die Portale seiner Kapellen sind mit reichem Renaissancedekor versehen. Auf zwei Reliefs über den Portalen sind die Krönung Mariens und die Begegnung Annas und Joachims, der Eltern Mariens an der Goldenen Pforte dargestellt.